# Yamatotakada

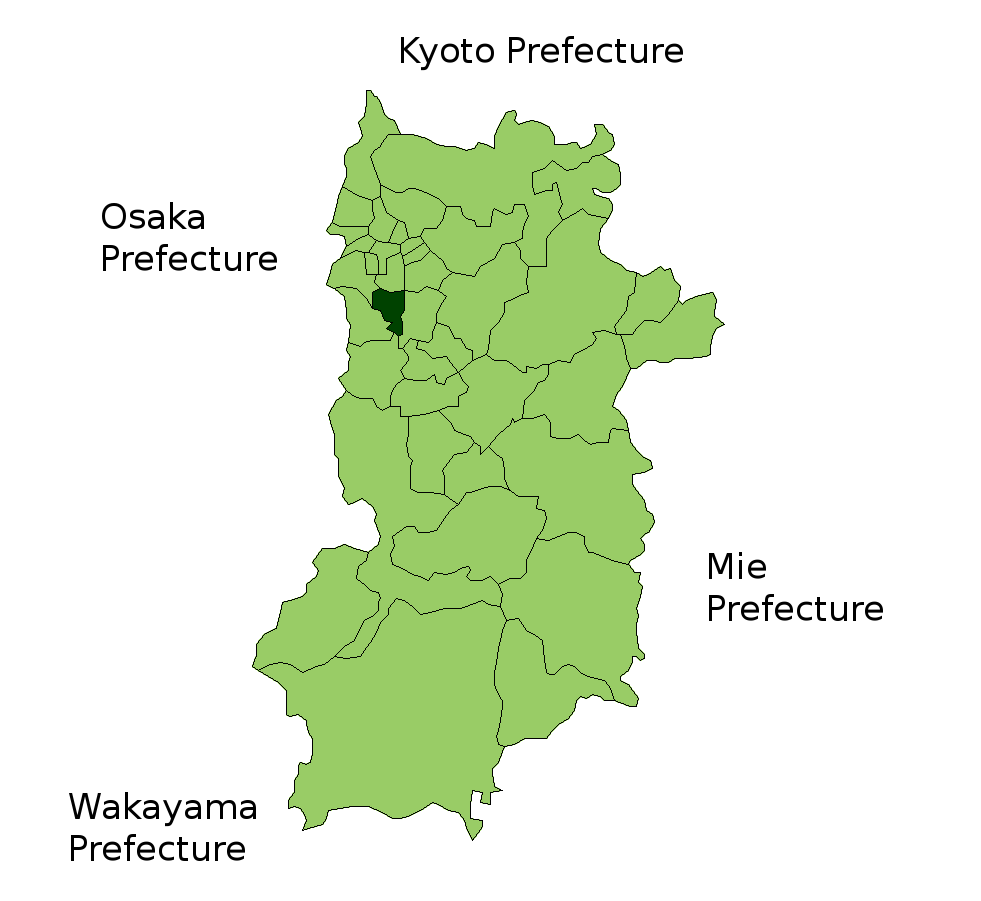

Yamatotakada (大和高田市 Yamatotakada-shi?) este un municipiu din Japonia, prefectura Nara.